# Darren Dixon
Darren Dixon is een Brits voormalig motorcoureur. Hij werd in 1995 wereldkampioen in de FIM World Sidecar Championship.
Dizon begon zijn carrière als zijspanracer en behaalde hij zijn eerste overwinning in 1981 in de 'B' finale op Lydden Hill met zijn bakkenist Terry McGahan. In 1981 en 1982 behaalden ze samen 38 overwinningen, waaronder een ronderecord op Brands Hatch dat pas in 1991 werd verbeterd.
Later racete hij ook op solomotoren, en won het British F1 Championship in 1988 op een Suzuki RG500 en reed twee Grand Prix in de 500cc klasse. Zijn belangrijkste prestatie was het winnen van het Wereldkampioenschap zijspan in 1995 met bakkenist Andy Hetherington. Na zijn actieve racecarrière werd Dixon manager van een Superbike team. Darren Dixon is de vader van de Britse Superbike- en Moto2 coureur Jake Dixon.